# Герб Дальнереченского района
Герб муниципального образования Дальнереченский муниципальный район Приморского края Российской Федерации — является символом, выражающим самобытность, традиции района и указывающим на принадлежность его, как муниципального района, к Приморскому краю.

## Описание герба
«В серебряном поле — опрокинутый лазоревый вилообразный крест, поверх всего — изображение надземной зелёной части растения женьшень — стебель с двумя листьями, с золотыми ягодами. В вольной части — герб Приморского края».

## Обоснование символики
Серебро — олицетворяет сохраняющуюся чистоту природного пространства долин, где расположен Дальнереченский район.
Вилообразной лазоревый крест — отображает символическое обозначение слияния трех рек — Уссури, Большая Уссурка и Малиновка.
Женьшень (корень жизни) — символизирует природную достопримечательность и богатство растительного мира Дальнереченского района. Указывает на историческую силу земли и людей, выходцев из переселенцев центральной России конца 19-го и начала 20-го веков. Раскинувшиеся листья растения указывают, что Дальнереченский район является одним из самых больших по площади в Приморском крае.
Венчают стебель женьшеня 30 красных ягод, показывающих число населенных пунктов Дальнереченского района.

## История герба
30 декабря 2002 года Решением № 96 Думы Дальнереченского района был утверждён герб района и Положение «О гербе муниципального образования Дальнереченский район».
Повторное утверждение герба было принято Решением № 223 муниципального комитета муниципального образования «Дальнереченский район» от 28 июля 2005 года.
В новом Положении о гербе его описание звучало следующим образом: «Герб представляет собой геральдический щит серебристого цвета. В поле щита находится вилообразный лазоревый крест. Поверх него в центре щита помещено стилизованное изображение надземной зеленой части женьшеня с красными ягодами. В вольной части — герб Приморского края».
В Положении о гербе было дано описание его символики.
23 декабря 2008 года, в соответствии с Федеральным Законом от 6 октября 2003 года № 131-ФЗ «Об общих принципах организации местного самоуправления в Российской Федерации» Дума Дальнереченского муниципального района своим решением № 136 внесло изменение в Положение о гербе района. Описание герба в данном Положении стало более геральдическим, описание символики герба осталось без изменений.
Герб подлежит внесению в Государственный геральдический регистр Российской Федерации.